# Барський Вілен Ісаакович
Вілен Ісаакович Барський (нар.27 жовтня 1930, Київ — †24 грудня 2012 Дортмунд, Німеччина) — український радянський і німецький художник (живописець і графік), член Спілки художників СРСР, «Дортмундської групи»; російськомовний поет єврейського походження,  есеїст, яскравий представник постмодернізму, концептуалізму і андерграундної культури, автор експериментальних творів графопоезії, педагог.

## Біографія

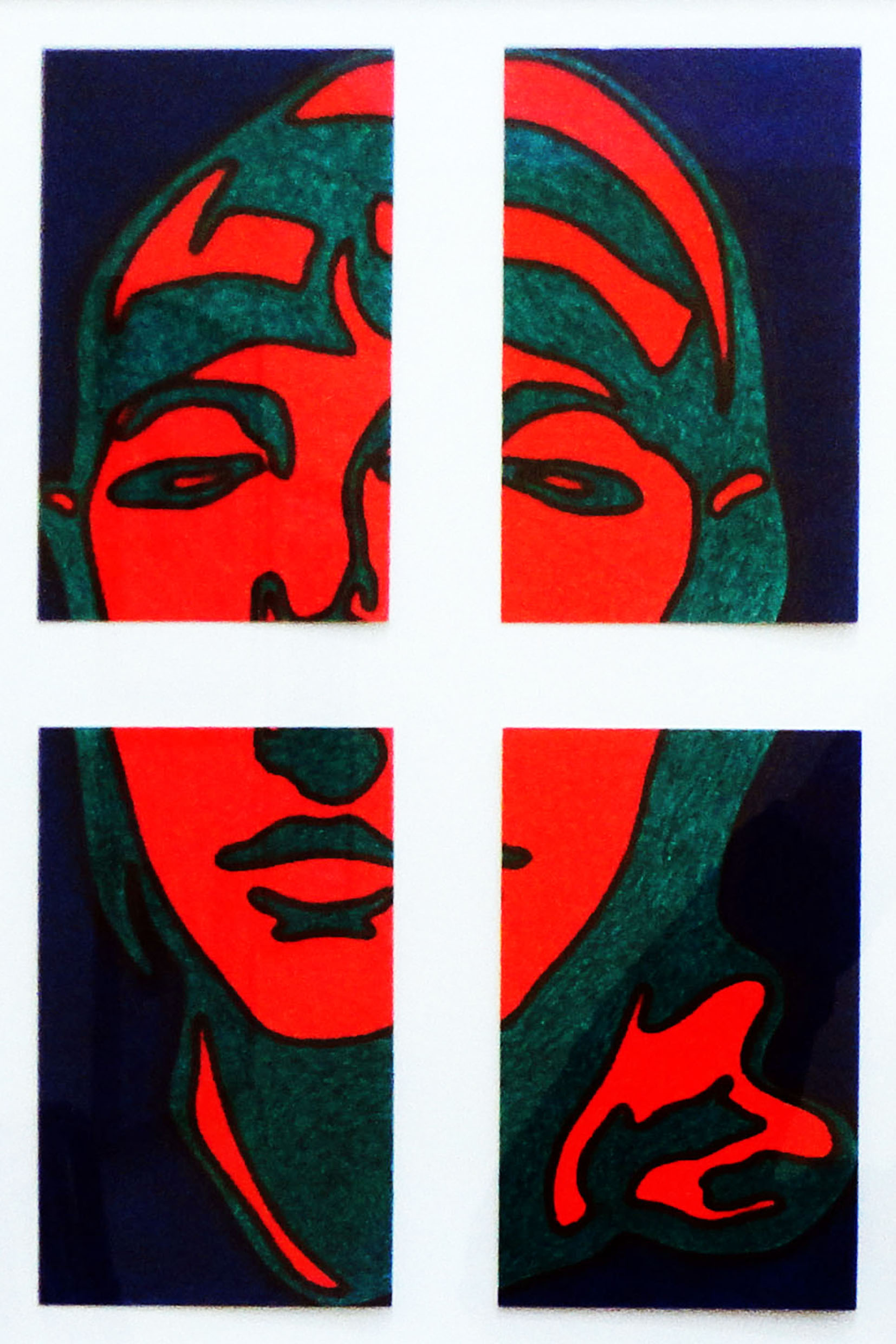
Вілен Барський. Елементи обличчя. 1970

Народився 27 жовтня 1930 року в Києві. Його батько Ісаак Барський був інженером, мати Цецілія Ставніцер — фармацевтом. Під час війни сім’я була евакуйована до Сталінграду, потім, до початку вирішальної битви, переїхала в Сернур (Марійська АРСР), а по війні повернулась до Києва.
У 1951 р. Барський закінчив Київську художню школу і вступив до Художнього інституту. У навчанні обирав собі кумирів, особливо цінував творчість Врубеля, особисто познайомився з експресіоністом Робертом Фальком, відвідував його майстерню. У 1957 закінчив Київський художній інститут, факультет живопису й графіки. Після закінчення інституту почав експериментувати в галузі образотворчого мистецтва, створюючи абстрактні композиції, іноді не тільки фарбами, а й складаючи предмети, як це робили поп-артисти на Заході, про яких він тоді не знав. Захоплювався джазом, рок-музикою, які надихали його на написання віршів, серед яких переважали верлібри. Новітні тенденції у мистецтві обговорювали з художниками, які прагнули вирватись з меж соцреалізму, —Борисом Лобановським, Валерієм Ламахом, Григорієм Гавриленко, Вадимом Ігнатовим, Якимом Левичем, однокурсником Анатолієм Лимарєвим.
Через свою ідеологічно незаангажовану позицію художник зазнав тиску з боку радянської влади. Так, у 1959 р., після домашнього обшуку, він був доставлений до відділення КДБ, болісний допит в якому тривав з ранку до ночі. Після цього в газеті «Сталінське плем’я» з’явилася розгромна стаття «Кінець "Літературної забігайлівки"», де ім’я Вілена Барського значилося на першому місці серед усіх «формалістів-абстракціоністів». В результаті він надовго втратив право на державні замовлення та участь у виставках, розділивши участь найкращих представників покоління шістдесятників. Працював в галузі книжкової і журнальної графіки, неофіційно навчав групу учнів основ художньої грамоти (серед яких Олена Голуб, Віра Вайсберг, Костянтин Самойленко, Микола Залевський та ін).
Щоб не бути засудженим за «дармоїдство», у 1967 році вступив до Спілки художників СРСР (обминувши місцеву спілку, чому сприяла Т. Яблонська). Час від часу експонував на виставках реалістичні портрети діячів науки і культури, що давалося Барському непросто: «За це було заплачено роздвоєнням. Хоча більша частина енергії була спрямована на принципову перебудову бачення і розуміння мистецтва, якусь частину себе болісно доводилося віддавати офіційному мистецтву. І хоча я намагався й ці роботи завжди робити так, щоб було «чесно», «добре» і т.д., це все ж була данина, яку я платив, тому що робив те, у що вже — за великим рахунком — не вірив.»
1981-го року назавжди покинув радянський Київ і оселився в Дортмунді, разом з дружиною поетесою Ольгою Денисовою, якій завдячував всім найкращим. Барський занотував: «І про свою дружину Лілю (Ольгу Денисову). Хоча вона сама і вважає, що я дуже вплинув на її становлення (адже вона значно молодша за мене) і, можливо, на її поетичну роботу — я думаю, що вплив був взаємним. Для мене вона якраз варіант дружини Набокова, який говорив, що написане він перш за все показує дружині — тобто ніби і пише для неї.» Декілька років входив до «Дортмундської групи», яка об’єднувала німецьких професійних художників; потім вийшов з неї. Самозаглиблено працював до самої смерті, не прагнучи слави.
В. Барського не стало 24 грудня 2012 року.

## Творчість

В.Барський. Руки і мішень. 1969. Папір, гуаш, 29х41

Пошук і становлення власного шляху в мистецтві у Барського були пов'язані з активною зацікавленістю творчістю  видатних митців у різних галузях, адже він ставив на меті віднайти на перетині різних спрямувань свою неповторну точку. Дуже чутливий до музики, Барський особливо цінував дружбу з київським композитором Валентином Сильвестровим. Прислухався до філософсько-естетичної концепції старшого колеги Валерія Ламаха, викладеної у  «Схемах». Був у захваті від таланту режисера Сергія Параджанова, поета Геннадія Айгі, письменника Віктора Некрасова та інших видатних представників неофіційної культури.
Експонував картини на виставках в Дортмунді, Мюнхені, Парижі, а також в США та Італії.
«Некрасов у Києві був свого роду ліберальним інститутом, центром тяжіння для багатьох, ще задовго до його відкритих конфліктів з владою. Я дуже любив його…» Саме завдякиНекрасову з’явилася перша літературна публікація В. Барського у 1981 році в паризькому журналі «Ковчег», куди письменник, що виїхав за кордон, передав вірші, які роками накопичувались в столі.
Важливим для Барського було знайомство з московськими концептуалістами. Він відвідував майстерню Іллі Кабакова, починаючи з 1968 року і надалі стежив за його новими творами. Західне мистецтво зацікавило творчістю Дюшана, Клее, Дюбюффе, Кейджа та ін. Цікавився і Східною культурою, любив читати китайських і японських поетів кола дзен.
У своїй творчості Барському вдалось знайти неповторну інтонацію. Він йшов від живопису до колажу із використанням текстових елементів, почав збагачувати візуальні можливості тексту на основі розуміння рівноцінності сенсу слова і його візуальної знаковості.
Окрім графопоезії Барський  також писав коротку поетичну прозу, есеїстику, одноактні п'єси і лібретто для балету. Теми — «життя і смерть в світлі гри двох начал — природного і культурного». 
Відчуваючи на собі різноманітні впливи, Барський  зберігав самоідентифікацію.
«Я себе відчуваю київським художником, який живе в Німеччині, і водночас російським поетом, оскільки я пишу російською. Якщо в Україні мене захочуть вважати українським художником, то я не заперечуватиму… Світло неба над Києвом ніколи не забудеться до самої смерті»
Вірші Вілена Барського увійшли до «Антології новітньої російської поезії у Блакитної Лагуни», США, 1986;  антології «Самвидав століття», «Російські вірші 1950-2000 років», «Звільнений Улісс» та ін.

### Висловлювання
|  | Світ — це Слово, — це помилка Бога, жахлива і прекрасна, бо Він створив Слово багатозначним. СЛОВА з’являються мислять звучать» |

### Відзнака
- Міжнародна відмітина імені батька російського футуризму Давида Бурлюка. [Архівовано 12 січня 2015 у Wayback Machine.]